# Jean-Marie Granier
Jean-Marie Granier, né le 25 mars 1922 à Lasalle (Gard), où il meurt le 4 août 2007, est un graveur, dessinateur et professeur français.

## Biographie
Né dans une famille d'artisans ferblantier de Lasalle, Jean-Marie Granier fait ses études aux collèges de l’Immaculée Conception à Aubenas et Saint-Stanislas à Nîmes, puis à l'École supérieure des beaux-arts de Nîmes où il étudie pendant une année.
Il part en Allemagne pour le Service du travail obligatoire (STO) où il fera du dessin industriel « Employé dans une usine à Chemnitz, près de Dresde, il 
pratiqua pendant deux ans le dessin industriel, tout en crayonnant à côté  ». Rentré en France, il décide de devenir dessinateur.
À son retour, il s'inscrit aux Beaux-arts de Paris en 1946 et intègre l'atelier de gravure de Robert Cami et Démétrios Galanis (1882-1966), ce dernier étant membre de l'Institut.
Là, il fait la connaissance de ses condisciples, dont Josée Dirat, qui deviendra son épouse, inscrite à l'atelier de Jean Dupas (1882-1964),. Dès 1946, Granier pratique l'eau-forte par esprit de contradiction selon ses propres termes : « Je faisais de l'eau-forte, peut-être par esprit de contradiction, car le but de tous les élèves, c'était le prix de Rome et le règlement imposait que la plaque soit gravée au burin. »
En 1950, il est Lauréat de la Casa de Velázquez et part pour un séjour à Madrid en Espagne qui se prolonge jusqu'en 1952.
À partir de 1950, Granier commence à travailler sur le thème de la tauromachie, et produit plusieurs suites de planches, des estampes et des portfolios. Sa première eau-forte sur cuivre, La Cornada (décembre 1950) et la deuxième, La Cornada avec peón au quite, décrivent deux étapes du moment où un torero se fait prendre par le taureau. L'œuvre gravé tauromachique de Jean-Marie Granier devait être une Tauromaquia, comme celles de Goya ou de Pablo Picasso, pour illustrer le texte de Pepe Hillo : Tauromaquia completa. En Espagne, Granier a l'ambition d'illustrer toutes les passes. Il  commence à exécuter huit petites pointes sèches qu'il veut reprendre au burin, mais c'est un échec. Deux des petites plaques sont gâchées. Il ne maîtrise pas encore la technique du burin, ce n'est qu'au bout d'un grand nombre d'échecs qu'il obtient ces premières gravures. Rentré en France, en été 1952, il se sent prêt à graver douze burins pour le texte de Pepe Hillo. Mais il abandonne finalement et il ne reste de ces premiers travaux en France que quelques plaques de cuivre.
En 1959, nommé professeur à l'école supérieure des beaux-arts de Nîmes, il va y enseigner jusqu'en 1976. À partir de 1963, une période  de recherche et d'analyse par le dessin et la pointe sèche commence pour lui après un an de cécité totale due à une blessure à l'œil mal soignée, qui lui a fait perdre la vue.
Dès 1967-1968, en recouvrant ses forces, l'artiste accorde une attention particulière au mouvement. De 1972 à 1978, quatre expositions personnelles (trois à Nîmes et une à Paris) initient le succès commercial de Granier et sa reconnaissance par la critique.
En 1976, Jean-Marie Granier est nommé professeur de dessin à l'École nationale supérieure des beaux-arts de Paris. En 1979, il y devient professeur de gravure, poste que Cami occupait autrefois. Il sera successivement : « chargé de mission auprès des bibliothèques de Nîmes (1987-89), membre de l’Institut (Académie des beaux-arts) (1991) et de la Real Academia de bellas artes de San Fernando, Madrid (Espagne), membre du Comité national de l’estampe, sociétaire de la Jeune Gravure contemporaine, membre du comité du Salon des réalités nouvelles, membre honoraire de l’académie de Nîmes, administrateur du château de Lourmarin. »
Élu membre de l'Académie des beaux-arts le 27 février 1991 au fauteuil de Roger Vieillard, il est reçu sous la Coupole le 25 mars 1992 par le président de l'Académie des beaux-arts, le sculpteur Jean Cardot. Il devient lui-même président de l'Académie à deux reprises, en 1994 et en 1999.
Il a été membre et administrateur de plusieurs sociétés, nommé directeur du musée Marmottan Monet à Paris en 2000.
En 2006, avec les résistants Raymond et Lucie Aubrac, les écrivains Edmond Reboul, Maurice-Yves Castanier et plusieurs autres, il fonde, en Languedoc, une société savante : l'Académie des Hauts Cantons.
Il a partagé son temps entre Paris et les Cévennes où il avait son atelier jusqu'à son décès en 2007.
En 1984, son œuvre comptait 2 741 gravures, eaux fortes, pointes sèches et burins, ainsi que des livres illustrés  parmi lesquels se trouve Une ténébreuse affaire d'Honoré de Balzac (1954), La Maison du peuple de Louis Guilloux, suivi de Compagnons avec une préface d'Albert Camus (1955).

## Œuvres

### Illustrations
- 1950 : Trésor de la Poésie française, 1er Livret de Georges Bouquet et Pierre Ménanteau[17]
- 1952 : Trésors de la Poésie française, 2e Livret[17]
- 1954 :  Aubenas et le Val d'Ardèche, éditions du Dauphin, ornement de Jean Chièze avec dix planches dessinées et gravées par Jean-Marie Granier[17]
- 1954 : Une ténébreuse affaire de Balzac - Climats de Maurois
- 1954 : Climats par André Maurois, éditions La Porte Ouverte[17]
- 1955 : La Maison du peuple de Louis Guilloux ; suivie de Compagnons. Avant-propos d'Albert Camus; bois gravés et originés de Jean Marie-Granier[17]
- 1955 : Austerlitz d'Albert Ponod, présenté par le maréchal Juin, éditions de Minuit[18]
- 1955 : Bir-Hakeim de Jean Mathias, précédé d'un discours du général de Gaulle, éditions de Minuit[18]
- 1956 : L'Herbier de l'Ubac et de l'Adret texte de Pierre Menanteau éditions les Nouvelles presses françaises
- 1956 : Florilège poétique de Louisa Paulin, Poèmes et proses, présentés par Théophile Briant avec le portrait de Louisa Paulin en frontispice[17]
- 1957 : Ce que l'Alouette m'a dit de P. Ménanteau[18]
- 1957 : Florilège poétique de René Guy Cadou[18]
- 1957 : Trésor des rondes et des berceuses de G. Bouquet et P. Ménanteau éditions de Minuit[18]
- 1959 : Florilège poétique P. Ménanteau[18]
- 1959 : Le Petit cochon de pain d'épice de Léopold Chauveau[18], éditions La Farandole, illustration à quatre mains avec sa femme, créditée ici José Granier.
- 1959 : Le Nom difficile de Luda[18]
- 1966 : La Contrainte de Léon Safran[18]
- 1967 : La Barrière entrouverte de Georges Bouquet[18]
- 1971 : À l'école du Buisson de P. Ménanteau[18]
- 1982 : À notre insu de Jean Grosjean[18]
- 1994 : Triptyque de Jean Grosjean
- 1996 - Un graveur sur bois Jean Chièze, Institut de France, 18 mai 1994, Granier, Henry Bernard, Georges Oberti

### Estampes
- 1946 : Suite des Rues
- 1947 : Suite des Coqs, Suite de Vanves
- 1947-1959 : Suite la femme de l'adjudant
- 1948-1949 : Suite pour les Quatre Éléments d'André Chamson
- 1957 : Le forgeron à travers les âges et les pays, série pour les Éts Lauravia Forges et Outillage
- 1972 : Nus, 12 pointes sèches avec un texte liminaire de Henry Bonnier
- 1972 : Camargue, texte d'Henri Bosco, 11 burins, Éd D. Crégut
- 1982 : Orbes, poème de Jean Laude pour six pointes sèches de J.M. Granier, éd. D.Crégut
- Femmes, d'Henry Bonnier
- Catalogue Raisonné de l'œuvre gravé de Lucien Coutaud

## Distinctions
- 1987 à 1989 : chargé de mission auprès du musée des beaux-arts de Nîmes
- 1988 : sociétaire de la société de gravure Le Trait
- Membre de la Jeune gravure contemporaine
- Membre non résidant de l'Académie de Nîmes
- 1991 : membre de l'Académie des beaux-arts
- 1994 : président de l'Académie des beaux-arts
- 1999 : président de l'Académie des beaux-arts
- Membre du Comité national de l'estampe
- Administrateur de la Fondation de Lourmarin Laurent-Vibert (Vaucluse)
- Membre de l'Académie royale des beaux-arts de San Fernando à Madrid (Espagne)
- 2000 : directeur du musée Marmottan Monet à Paris
- 2006 : membre fondateur de l'Académie des Hauts Cantons (fauteuil III)

## Décorations
- Chevalier de la Légion d'honneur
- Chevalier de l'ordre national du Mérite
- Chevalier de l'ordre des Arts et des Lettres
- Chevalier des Palmes académiques

## Expositions
- 1972 : galerie Danièle Crégut à Nîmes
- 1975 : galerie Danièle Crégut à Nîmes, « 20 burins sur le thème des Cévennes »
- 1976 : château d'Aubenas, « gravures et dessins », exposition organisée par Jean Charay
- 1978 : galerie Danièle Crégut, « gravures et dessins »
- 1978 : galerie rue Mazarine à Paris
- 1984 : rétrospective de l'œuvre gravée, organisée par Victor Lassalle au musée des beaux-arts de Nîmes, le catalogue rédigé par Danièle Crégut inventorie 3 000 numéros
- Membre du Salon des réalités nouvelles
- 1994 : exposition musée du Colombier à Alès, « 10 ans de gravure 1984-1994 »
- 1995 : exposition de la série des Labyrinthes au château de Vogüé
- 2008 : exposition à l'hôtel de La Condamine au Vigan, dans le cadre des Journées européennes du patrimoine
- 2011 : exposition au musée cévenol du Vigan, « Gravures autour de la donation Granier à la Ville du Vigan »

## Collections publiques
- Madrid, Casa de Velázquez ;
- Paris, département des Estampes et de la Photographie de la Bibliothèque nationale de France ;
- Nîmes, musée des beaux-arts ;
- Le Vigan, musée cévenol : fonds des œuvres cévenoles offertes à la commune du Vigan en 2007 ;
- Alès, musée du Colombier.